# Heorhii Pohosov
Heorhii Vadîmovîci Pohosov (în ucraineană Георгій Вадимович Погосов, cunoscut ca George Pogosov în Statele Unite; n. 14 iulie 1960, Kiev, RSS Ucraineană, URSS) este un fost scrimer ucrainean specializat pe sabie, care a reprezentat Uniunea Sovietică. A fost laureat cu argint la Jocurile Olimpice din 1988 și cu aur la ediția din 1992. Af fost campion mondial la juniori în 1980, vicecampion mondial în 1990 și sextuplu campion mondial pe echipe (în 1983, 1985, 1896, 1987, 1989 și 1990).

## Carieră
El provine dintr-o familie cu origini armene: strămoșii tatălui era din Nagorno-Karabah. Mama sa era ucraineană. Când avea trei ani, părintii săi au murit într-un accident de mașină în timp ce mergeau în vizită la bunica în Kiev. A fost crescut de aceasta în districtul Pecerski. În timpul respectiv erau filmele de capă și spadă foarte populare și copii se joacă cu scuturi și spade din lemn. La vârsta de 11 ani el a mers la clubul Dinamo pentru a învăța câteva trucuri și a prins gustul acestui sport. Primul antrenor a fost Mihail Șimșovici. 
După ce și-a dovedit talentul a început să se antreneze sub îndrumarea lui David Tîșler la Moscova. În anul 1980 a cucerit medalia de aur la Campionatul Mondial pentru juniori, apoi s-a alăturat echipei naționale de seniori, cu care a fost de șapte ori campion mondial din 1983 până în 1990. 
Nu a putut să participe la Jocurile Olimpice din 1984 de la Los Angeles, care au fost boicotate de Uniunea Sovietică. La ediția din 1988 de la Seul a ajuns în sferturile de finală, dar a pierdut la limită cu francezul Philippe Delrieu și s-a clasat pe locul 6. La proba pe echipe era considerată Uniunea Sovietică marea favorită, fiind neînvinsă în Campionat Mondial din 1983. În finala a întâlnit Ungaria, care a fost condusă repede 8-4. Totuși, Ungaria a reușit să egaleze 7–7, apoi 8-8. A fost proclamată câștigătoare la tușe date, Uniunea Sovietică mulțumindu-se cu argintul.
La Jocurile Olimpice din 1992 de la Barcelona el era cel mai vechi din echipă. La proba pe echipe a fost eliminat devreme, clasându-se pe locul 20. La proba pe echipe, Echipa Unificată (numele sub care au concurat foștii membri ai URSS) a fost confruntată din nou cu Ungaria în finală. De dată asta, s-a impus cu scorul 9-5, cucerind titlul olimpic.
După această competiție, echipa s-a spart. Alături de Vadîm Hutțait, s-a alăturat echipei naționale a Ucrainei. Totuși, rezultatele sale au fost slabe și s-a retras din activitatea competițională în 1994. Neputând să găsească un loc de muncă ca antrenor în Ucraina, a plecat în Statele Unite, unde a lucrat mai întâi la un club mic din Carolina de Sud. Începând cu anul 1999 este antrenor la Universitatea Stanford. În 2006 a înființat clubul Cardinal Fencing.

## Legături externe
- en  Prezentare antrenorilor Arhivat în 3 iunie 2016, la Wayback Machine. la Cardinal Fencing Club
- en Heorhii Pohosov la Olympedia.org